# 蒙蒂 (穆尔托萨)
蒙蒂是葡萄牙阿威罗区的一个堂区。总面积2.4平方公里，总人口1116人，人口密度465人/平方公里。